# Rio Aracati-Mirim
Rio Aracati-Mirim är ett periodiskt vattendrag i Brasilien.   Det ligger i delstaten Ceará, i den östra delen av landet, 1 700 km nordost om huvudstaden Brasília.
Omgivningen kring Rio Aracati-Mirim är huvudsakligen savann. Området är ganska glesbefolkat, med 34 invånare per kvadratkilometer.